# Town Yetholm
Town Yetholm est un village dans les Scottish Borders, en Écosse.